# Spartaco (film 1913)
Spartaco, anche noto come Spartaco, il gladiatore della Tracia, è un film del 1913 diretto da Giovanni Enrico Vidali.

## Trama

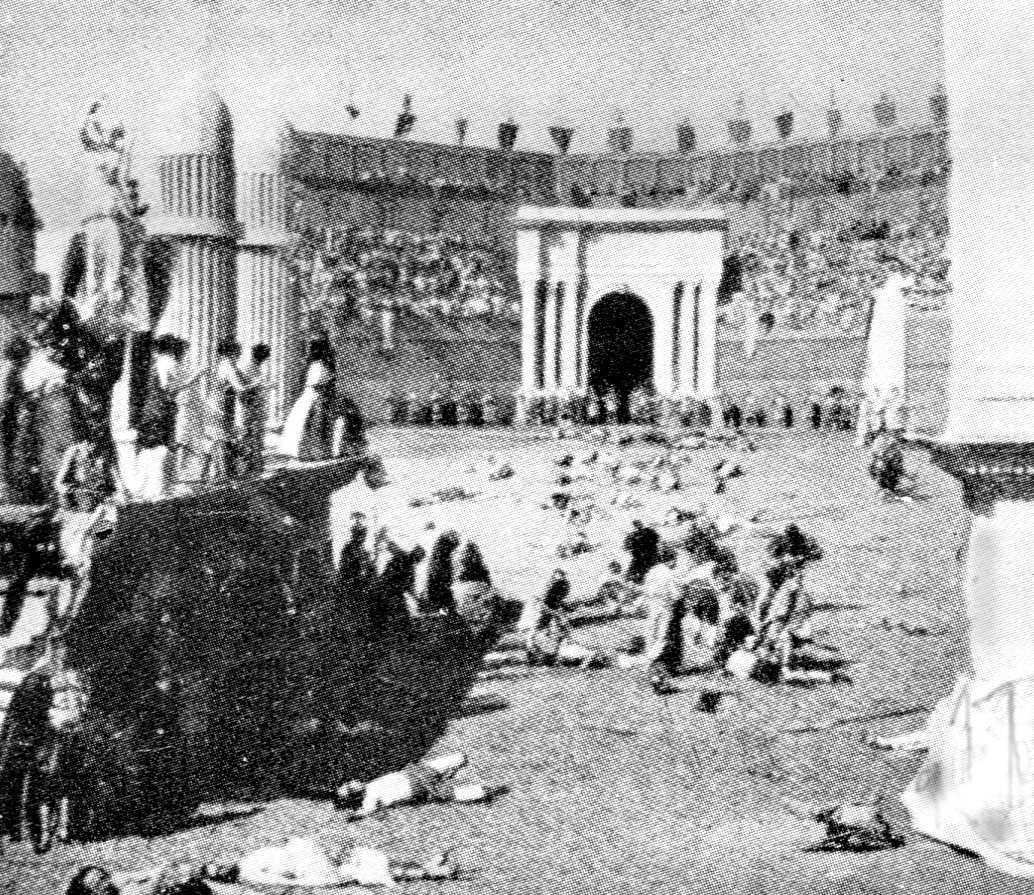
Un fotogramma del film

Durante il periodo di consolato di Pompeo e Crasso avviene la cattura di un giovane schiavo di origine greca: Spartaco.
Egli viene condotto assieme ad altri coetanei in un'arena dove viene preparato per i giochi che si svolgeranno a Roma.
La vita è dura e Spartaco un giorno non ne può più di violenze e soprusi, così scappa e raduna un esercito di schiavi che comincia a far conquiste.
A Roma la notizia giunge veloce come il vento ed il senato prende accordi su come respingere la ribellione; intanto Spartaco si è innamorato di una giovane tracia.
Lo scontro decisivo avverrà in Puglia, prima a Petilia dove Spartaco vince contro Crasso, in seguito in Lucania dove il condottiero romano distrugge l'esercito del ribelle che è costretto a sottomettersi a Roma ed a essere crocifisso sulla via Appia a Roma insieme ai superstiti.